# Nódulo de Schmorl
Nódulos de Schmorl são protrusões da cartilagem do disco intervertebral que penetram na vértebra adjacente.

## Quadro clínico
Pessoas portadoras de nódulos de Schmorl podem ser sintomáticas ou assintomáticas. Apesar de poderem estar associadas, a presença de nódulos e a presença de dor, não é possível estabelecer uma relação de causalidade directa entre ambas.

## Diagnóstico
Os nódulos de Schmorl podem ser detectados no raio-X comum de coluna, no entanto sua imagem é melhor na tomografia computadorizada ou ressonância magnética.

## Fisiopatologia
Os nódulos de vertebral são pequenas depressões na superfície dos corpos vertebrais, resultado das pressões exercidas pelos discos cartilagineos, o que provoca a herniação e o deslocamento do tecido dos discos intervertebrais para os corpos vertebrais adjacentes. 
Geralmente estão associados à doença de Scheuermann que se refere a uma deformidade na coluna torácica ou lombar, decorrente de osteocondrose dos centros de ossificação secundária dos platôs dos corpos vertebrais.

## Epônimo
Os nódulos de Schmorl recebem o nome em homenagem ao patologista alemão Christian Georg Schmorl (1861-1932).